# Суперталент
Суперталент хрватски је талент-шоу. Представља хрватску верзију популарног британског талент-шоуа Got Talent. Водитељи су Игор Мешин и Франо Ридјан.
Суперталент има велике аудиције у хрватским градовима Сплит, Ријека, Задар, Загреб и Осијек. Након аудиција, следи полуфинална и финална емисија, у којој јавност бира једног победника. Главна награда је 200.000 куна. Као и публика, велику улогу у избору кандидата чини жири.